# Многохрилообразни акули
Многохрилообразните акули (Hexanchiformes) са разред обхващащ най-примитивните видове акули състоящ се от само шест съвременни вида. Изкопаеми акули, които изглежда са били много подобни на съвременните седемохрили видове, са известни от юрския период.
Многохрилообразните акули имат само една гръбна перка и шест или седем хрилни цепки (всички други видове акули имат по пет), без мигателна ципа на очите.
Видовете принадлежащи към многохрилообразните акули са сравнително едри с дължина четири до осем метра. Хранят се предимно с риба и се срещат главно в дълбоки тропични и субтропични води.
Всички представители са яйцеживородни, като в една женска могат да се развиват 50 до над 100 ембриона.

## Класификация

### Съвременни видове
- Семейство Chlamydoselachidae Samuel Garman, 1884
  - Chlamydoselachus Samuel Garman, 1884
    - Chlamydoselachus africana David A. Ebert & Leonard Compagno, 2009
    - Chlamydoselachus anguineus Samuel Garman, 1884
- Семейство Hexanchidae J. E. Gray, 1851
  - Heptranchias Constantine Samuel Rafinesque, 1810
    - Heptranchias perlo Pierre Joseph Bonnaterre, 1788

  - Hexanchus Constantine Samuel Rafinesque, 1810
    - Hexanchus griseus  Pierre Joseph Bonnaterre, 1788)
    - Hexanchus nakamurai Teng Huo-Tu, 1962

  - Notorynchus William Orville Ayres, 1855
    - Notorynchus cepedianus  François Péron, 1807)

### Изчезнали видове
- Семейство Chlamydoselachidae
  - Chlamydoselachus Samuel Garman, 1884
    - Chlamydoselachus bracheri Pfeil, 1983
    - Chlamydoselachus gracilis Antunes & Cappetta, 2001
    - Chlamydoselachus goliath Antunes & Cappetta, 2001
    - Chlamydoselachus fiedleri Pfeil, 1983
    - Chlamydoselachus lawleyi Davis, 1887
    - Chlamydoselachus thomsoni Richter & Ward, 1990
    - Chlamydoselachus tobleri Leriche, 1929

  - Thrinax Pfeil, 1983
    - Thrinax baumgartneri Pfeil, 1983
- Семейство Hexanchidae
  - Heptranchias Constantine Samuel Rafinesque, 1810
    - Heptranchias ezoensis Applegate & Uyeno, 1968
    - Heptranchias howelii Reed, 1946
    - Heptranchias tenuidens Leriche, 1938

  - Hexanchus Constantine Samuel Rafinesque, 1810
    - Hexanchus arzoensis Debeaumont, 1960
    - Hexanchus agassizi [4]
    - Hexanchus collinsonae  Ward, 1979
    - Hexanchus gracilis  Davis, 1887[5]
    - Hexanchus griseus Bonaterre, 1788
    - Hexanchus hookeri  Ward, 1979
    - Hexanchus microdon “agassizii” Agassiz, 1843
    - Hexanchus nakamurai “vitulus” Teng, 1962

  - Notidanoides Maisey 1986[6]
    - (Неиманован вид)

  - Notidanodon Cappetta, 1975
    - Notidanodon antarcti Grande & Chatterjee, 1987
    - Notidanodon brotzeni Siverson, 1995
    - Notidanodon dentatus Woodward, 1886
    - Notidanodon lanceolatus Woodward, 1886
    - Notidanodon loozi Vincent, 1876
    - Notidanodon pectinatus Agassiz, 1843

  - Notorynchus William Orville Ayres, 1855
    - Notorynchus aptiensis Pictet, 1865
    - Notorynchus intermedius Wagner
    - Notorynchus lawleyi Ciola & Fulgosi, 1983
    - Notorynchus munsteri Agassiz, 1843
    - Notorynchus serratissimus (Agassiz, 1844)
    - Notorynchus serratus Agassiz, 1844

  - Paraheptranchias PFEIL, 1981
    - Paraheptranchias repens Probst, 1879
    - Paranotidanus “Eonotidanus” contrarius Munster, 1843
    - Paranotidanus intermedius Wagner, 1861
    - Paranotidanus munsteri Agassiz, 1843
    - Paranotidanus serratus Fraas, 1855

  - Pseudonotidanus Underwood & Ward, 2004
    - Pseudonotidanus semirugosus Underwood & Ward, 2004

  - Weltonia Ward, 1979
    - Weltonia ancistrodon Arambourg, 1952
    - Weltonia burnhamensis Ward, 1979
- Семейство Mcmurdodontidae
  - Mcmurdodus White, 1968
    - Mcmurdodus featherensis White, 1968
    - Mcmurdodus whitei Turner, & Young, 1987